# قلعه کوچی
قلعه کوچی (به ژاپنی: 高知城 Kōchi-jō) یک قلعه ژاپنی است که در کوچی، استان کوچی، ژاپن قرار دارد. این قلعه پس از نبرد سکیگاهارا در سال ۱۶۰۰ میلادی در ولایت توسا ساخته شد. این قلعه توسط یامائوچی کاتسوتویو که پس از پیروزی خاندان توکوگاوا کنترل این ولایت را عهده‌دار بود ساخته شده‌است.